# ロカンダ・デッレ・ファーテ
ロカンダ・デッレ・ファーテ（Locanda delle Fate、「The Fairy Inn（妖精の宿）」のイタリア語）は、イタリアン・プログレッシブ・ロック・ムーブメントの終わり頃に生まれたイタリアのプログレッシブ・ロック・バンドである。
バンドは1974年に結成され、1975年にボーカリストのLeonardo Sassoがグループに加入した。好評にもかかわらず、彼らはファースト・アルバム『妖精』（1977年、ポリドール。1994年にボーナス・トラック入りで再発）ではほとんど成功を収められず、さらに2枚のシングルをリリースした後、1980年に解散した 。数十年後、バンドはリード・ボーカリスト不在で再結成し、アルバム『妖精の帰還』（1999年）をリリースした。

## メンバー
- Leonardo Sasso - リード・ボーカル
- Ezio Vevy - 12弦ギター、アコースティックギター、エレクトリックギター、ボーカル、フルート
- Alberto Gaviglio - アコースティックギター、エレクトリックギター、12弦ギター、ボーカル
- Michele Conta - ピアノ、モーグ、クラヴィネット、シンセサイザー
- Oscar Mazzoglio - ハモンド、ピアノ、モーグ、シンセサイザー
- Luciano Boero - ベース、ハモンド
- Giorgio Gardino - ドラム、ヴィブラフォン

## ディスコグラフィ

### スタジオ・アルバム
- 『妖精』 - Forse le lucciole non si amano più (1977年)
- 『妖精の帰還』 - Homo Homini Lupus (1999年)
- 『ザ・ミッシング・ファイアーフライズ』 - The Missing Fireflies (2012年)
- 『永遠のルシオール』 - Lucciole Per Sempre (2018年) ※未発表音源&映像によるCD+DVD

### ライブ・アルバム
- 『ニンフの戯れ (ライヴ)』 - Live (1993年) ※1977年録音
- 『ライヴ・イン・ブルーム』 - Live In Bloom - Progvention - Nov 6th 2010 (2010年) ※CD+DVD

### シングル
- "Vendesi Saggezza / Non Chiudere A Chiave Le Stelle / Cercando Un Nuovo Confine" (1977年) ※12インチ・プロモ盤
- "Non Chiudere A Chiave Le Stelle / Sogno Di Estunno" (1977年)
- "New York / Nove Lune" (1978年)
- "Annalisa / Volare Un Pò Più In Alto" (1980年)
- "Mediterraneo" (2016年) ※ビデオ/シングル
- "Lettera Di Un Viaggiatore" (2017年) ※ビデオ/シングル